# D'Entrecasteaux (schip, 1899)

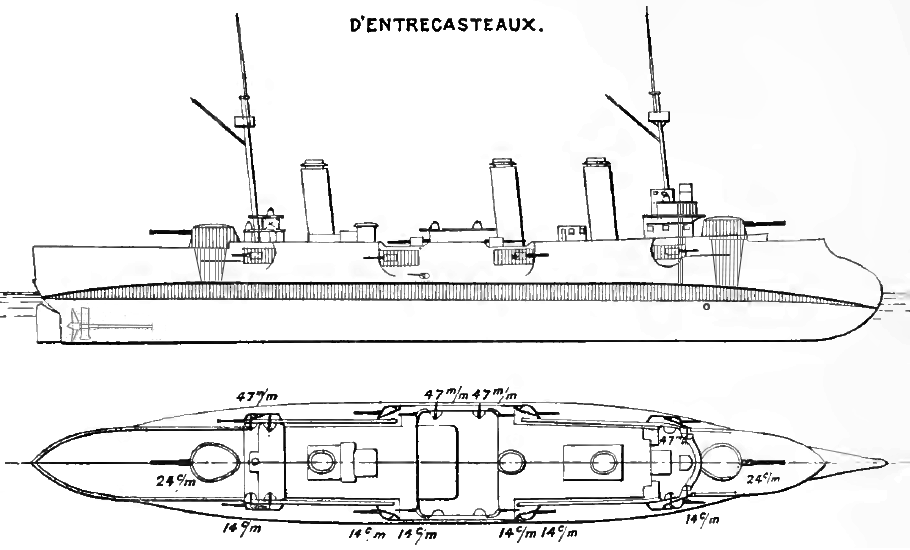

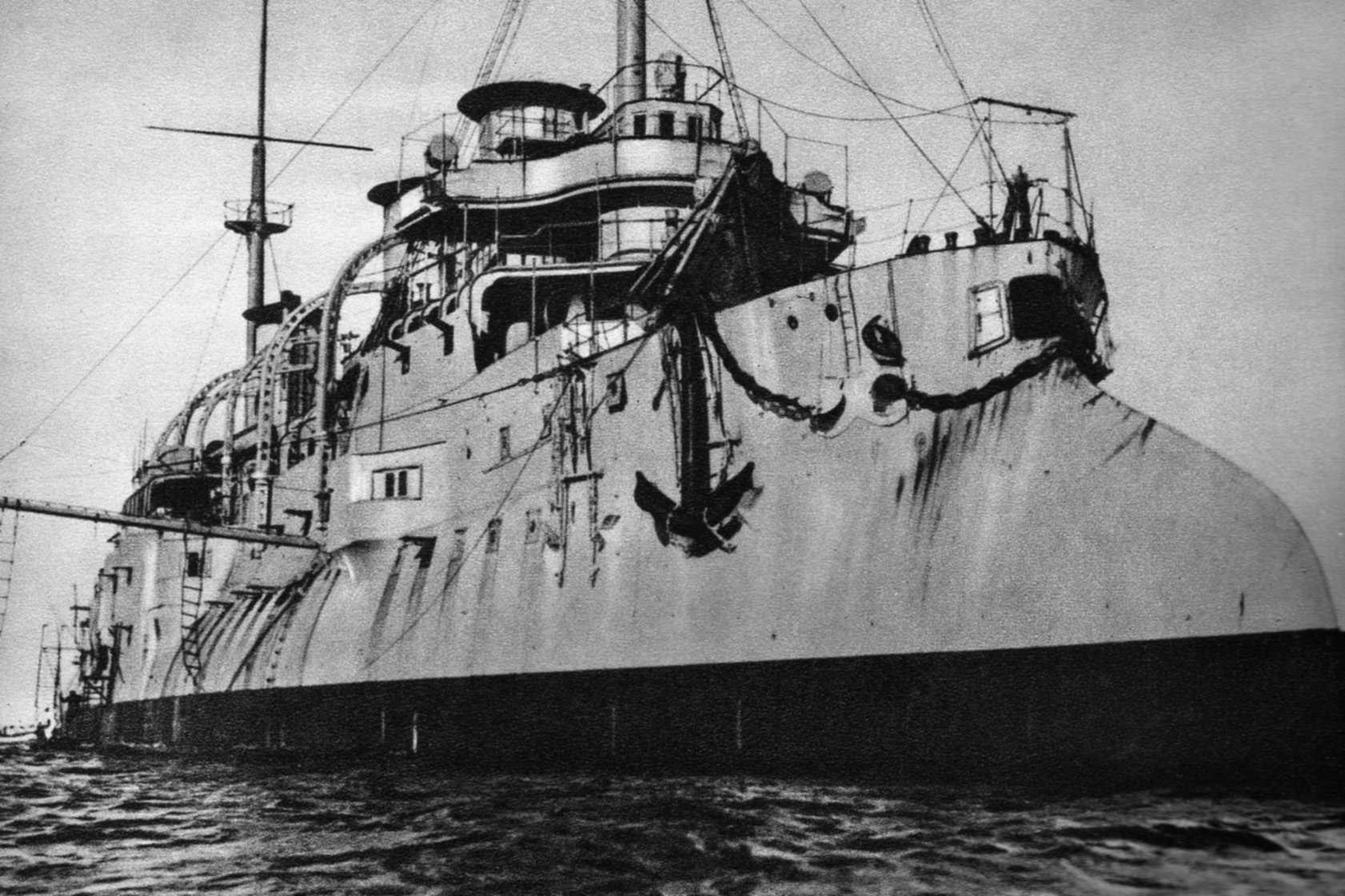
De Baltyck in de Poolse haven Gdynia. (1932)

De d'Entrecasteaux was een voormalige pantserkruiser uit 1899 die in 1923 door Frankrijk aan België als opleidingsschip werd uitgeleend als drijvende kazerne en opleidingsschip van het toenmalige detachement van torpedisten en zeelieden (D.T.M.).
Het pantserschip werd vernoemd naar Antoine Bruny d'Entrecasteaux (1739 - 21 juli 1793), hij was een Franse zeevaarder die de Australische kust in 1792 exploiteerde.

## Geschiedenis
De bouw van de kruiser d'Entrecasteaux startte op 8 november 1893. De scheepswerf Forges et Chantiers de la Méditerranée verzorgde de bouw. Op 12 juni 1896 werd het schip tewatergelaten. In 1898 vertrok de kruiser vanuit Toulon naar het Verre Oosten en nam in China deel aan de verdediging van de legaatschap in Peking. Tijdens de Eerste Wereldoorlog was het vooral actief in de Middellandse Zee. In 1915 verdedigde de kruiser het Suezkanaal tegen het leger van het Ottomaanse Rijk. Na de oorlog werd het schip op 1 juni 1921 opgelegd te Brest.
in 1923 werd d'Entrecasteaux door de Franse marine aan België geleend als opleidingsschip voor de Belgische marine. Conform het vlootverdrag van Washington werden de schroeven en kanonnen door de Fransen van het schip gehaald. Door de afschaffing van het D.T.M. door het Koninklijk besluit van 9 juli 1926 keerde het schip in februari 1927 terug naar Cherbourg. Voor 7 maart 1927 was het schip al verkocht aan Polen. Daarop deed het verouderde marinevaartuig onder de naam Baltyck dienst bij de Poolse marine.
Het vooroorlogse pantserschip uit 1896 had een ver onderuitlopende voorsteven, wat in die periode de mode was voor deze type pantserschepen. Doordat ze een opleidingsschip was voor marineofficieren was haar zijboordbewapening ontmanteld en verwijderd. Ze had drie schoorstenen, waarvan de eerste twee kort bij elkaar stonden en de derde schoorsteen, ver achterwaarts stond.
Door de Duitse inval in Polen in 1939 eindigde haar loopbaan als Poolse opleidingsschip zeer bruusk. Op 1 september werd het schip geraakt door een Duitse bom, ten anker liggend in de haven van Gdynia-Oksywie. Op 11 september werd het schip door de Poolse bemanning verlaten. Tot 1942 werd het schip gebruikt door de Duitsers. Tijdens dat jaar werd het schip naar Danzig versleept voor verschroting.